# 니시오카 다케오
니시오카 다케오(일본어: 西岡 武夫, 1936년 2월 12일~2011년 11월 5일)는 11선 중의원 의원과 2선 참의원 의원을 지낸 일본의 정치인이다.

## 생애

### 학창 시절
1936년 2월에 나가사키현 나가사키시에서 중의원 의원 니시오카 다케지로와 여성참정권 운동을 하던 니시오카 하루의 장남으로 태어났다. 어릴 때부터 정치인이던 아버지를 동경해 정치가가 되겠다는 꿈을 가지고 있었다. 그래서 중고일관제인 가이세이 중학교에 진학했으면서 선거 때 도움이 될 수 있도록 많은 인맥을 만들고 싶다는 이유로 나가사키현립 나가사키히가시 고등학교에 진학했다. 대학은 와세다 대학 사회학과를 나왔다.

### 정계 입문
1963년 11월에 부모가 다져놓은 정치적 기반을 바탕으로 총선에 출마해 당선됐다. 무소속으로 입후보했지만 자유민주당의 지지를 받았으며 당선 후 자민당에 입당했다. 입당했을 때 미키 다케오의 파벌인 반초 정책연구소에 가입했으며 이후 청년국장과 문교부회장을 맡았다.
록히드 사건을 계기로 고노 요헤이, 다가와 세이이치, 야마구치 도시오, 고바야시 마사미, 아리타 가즈히사와 함께 자민당을 탈당한 뒤 1976년 6월 25일 보수 정치 쇄신을 기치로 내걸며 신자유클럽을 결성했다. 이후 니시오카는 간사장에 취임했다. 창당 직후 치러진 총선에서 신자유클럽은 자민당에 불만을 가지고 있던 보수층의 지지를 흡수해 17석까지 의석을 늘리는 데 성공했다. 하지만 정책과 당의 노선을 둘러싸고 야당으로서 혁신 세력을 껴안아야 한다는 고노·다가와와 어디까지나 보수 세력이 중심이 되어야 한다는 니시오카·야마구치와의 사이에서 균열이 발생했다. 결국 니시오카는 1979년 7월 신자유클럽을 탈당한 뒤 다음 해 12월 자민당에 복당했다.
1983년 총선에서 낙선했다가 1986년 총선 때 당선돼 정계에 복귀했다. 복귀 후엔 미야자와 기이치의 굉지회에 소속됐으며 문교족으로 경력을 쌓으며 다케시타 내각 (개조)이 발족한 1988년에 문교상에 취임해 첫 입각을 했다. 우노 내각 때 유임됐으며 제1차 가이후 내각 때 자민당 세제조사회장을 맡고 제2차 가이후 내각 때 자민당 총무회장에 취임하면서 당3역이 되었다. 이 당시 간사장은 오자와 이치로였고 정무조사회장은 가토 무쓰키였는데 총재 가이후 도시키를 포함한 네 명은 훗날 자민당을 탈당해 신진당 결성에 참여하게 된다. 1990년 12월 굉지회는 리크루트 사건의 여파로 근신중이던 가토 고이치의 당직 복귀를 추진하며 니시오카에게 총무회장에서 물러날 것을 요구했다. 니시오카가 이를 거부하자 자유민주당 집행부는 니시오카를 강제로 해임한 뒤 굉지회는 니시오카를 제명해 버렸다.

### 자유민주당 탈당
한편 정치 개혁을 추진하던 가이후는 개혁에 소극적인 집행부와 갈등을 빚다가 내각 총사퇴에 내몰렸다. 후임 총재가 된 미야자와는 가이후를 회장으로 하는 정치개혁추진협의회를 당에 설치했으나 그 역시 정치 개혁엔 소극적인 태도를 보였다. 이런 당내 갈등 속에서 1993년 총선 결과 자민당은 과반수에 못 미치는 결과를 받아들었다. 파벌에서 제명되었지만 자민당에 남아 자민당의 공천을 받아 출마해 당선된 니시오카는 정치 개혁을 부르짖으며 집행부를 강하게 비판했다. 당내 혼란을 수습하기 위해 간사장 가지야마 세이로쿠는 결속 전진 모임을 만들고자 했는데 니시오카는 이를 옥상옥이라며 비판했다. 결국 니시오카는 그 해 12월 자민당을 다시 탈당해 개혁 모임을 창당한 뒤 초대 대표가 되었다. 이후 자유개혁연합을 창당해 사무국장을 맡았다가 1994년 신진당 창당에 참여했으며 가이후를 당수로 추대하기 위해 노력했다. 가이후가 대표가 되자 니시오카는 국회대책위원장을 거쳐 간사장을 역임했다. 그러다가 가이후의 후임으로 대표가 된 오자와가 1997년 신진당을 해산했다.
신진당이 해산되자 1998년 1월 니시오카는 오자와, 가토 무쓰키, 노다 다케시 등과 함께 자유당을 창당한 뒤 부당수에 취임했다. 다음 달에 나가사키현지사 다카다 이사무가 5선에 도전하지 않고 정계를 은퇴하겠다고 발표하자 니시오카는 중의원 의원을 사퇴한 뒤 현지사 선거에 나섰다. 당내에선 신중론이 많았지만 니시오카는 이를 무시하고 출마했으나 자민당의 지지를 받은 가네코 겐지로에게 패배했다. 이후 보궐선거에 출마해 국정에 복귀하고자 했으나 간사장 노다의 반대로 단념하고 2000년 총선에 자유당 공천을 받고 출마했지만 낙선했다.
그러다 다음 해 7월 참원선 비례구에 출마해 당선되면서 3년 만에 정치에 복귀했다. 당선 이후 자유당 참의원 의원회장과 참의원 내 회파인 국회개혁연락회 대표에 취임했다. 2003년에 자유당이 민주당과 합병하기로 하자 처음엔 반대했으나 나중엔 찬성으로 돌아섰다. 2006년에 황위 계승 문제가 불거졌을 때 「황실전범」 개정에 신중한 입장을 보이며 당내 보수파를 중심으로 「황실전범」 개정을 신중히 생각하는 모임을 결성해 회장에 취임했다. 또한 외국인 참정권에도 반대 입장을 취했다.
2007년 8월의 참원선에서 민주당이 대승을 거두자 니시오카는 참의원 의원운영위원장에 취임했다. 같은 달에 니시오카는 "교복을 착용하고 국회 견학을 오는 아이들도 있는데 의원이 너무 릴랙스하게 입어서야 되겠는가"라며 "다음 국회에선 쿨 워크 합의를 폐안하고 본회의장과 위원회실에서 의안 심의를 할 때는 넥타이 착용을 의무화하자"라고 제안했다. 하지만 일본에서 쿨 워크가 3년 동안 시행되고 있었으며 심지어 참의원은 반세기도 전인 1951년 8월에 넥타이를 하지 않아도 좋다는 합의가 있었기에 여당뿐 아니라 다른 야당과 민주당 내에서도 비판의 목소리가 나왔다. 결국 니시오카는 자신의 제안을 철회했다. 니시오카가 이러한 제안은 한 이유로 신진당, 자유당과 함께 행동하다가 자민당으로 넘어가버린 환경상 고이케 유리코가 쿨 워크 제도를 주도한 것에 대한 보복 심리였던 것으로 추측한다. 또한 니시오카는 몸가짐에 엄격했기에 신성한 본회의장에서 감색 블레이저와 회색 바지를 입은 젊은 의원들을 비판한 적이 많기에 쿨 워크에 대한 비판은 평소 소신이기도 했다.
2008년 3월 전 재무차관 무토 도시로가 일본은행 총재로 기용되는 것에 반대했는데 그 이유를 2009년 11월 기자회견에서 설명했다. 니시오카는 "당시 자공 정권과 대결하는 것이 주안점이었다"라며 "재금 분리를 이유로 동의하지 않은 건 지금도 이상하다고 생각한다"라고 말했다. 이는 민주당의 하토야마 유키오 내각이 출범한 뒤 전 후생노동차관 에리카와 다케시를 인사원 인사관으로 기용하려 하자 탈관료 정책과 모순되지 않냐는 비판을 예상하고 과거의 잘못을 솔직히 인정해 에리카와를 인사관으로 기용하는 것에 대한 양해를 구하려 한 것이었다.
2010년 6월 야당이 참의원 의장 에다 사쓰키에 대한 불신임안, 내각총리대신 간 나오토와 경제재정정책담당상 아라이 사토시에 대한 문책 결의안을 제출하자 니시오카는 의원운영위원장의 권한을 활용해 회의를 산회해 버렸다.

### 참의원 의장

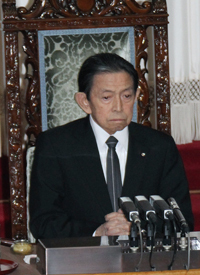
참의원 본회의장에서 의장석에 앉아 있는 니시오카 다케오(2011년 6월).

같은 해 7월에 치러진 참원선에서 민주당은 참패를 당해 3년 만에 과반을 상실했다. 하지만 비개선 의석을 합치면 여전히 원내1당의 지위를 유지했기에 원내1당이 의장을 배출하는 관례에 따라 민주당은 니시오카를 의장으로 추천했다. 자민당과 모두의 당은 이전 국회에서 에다 의장과 니시오카 의원운영위원장의 국회 운영에 대한 반발이 강해 자민당이 의장을 차지해야 한다고 주장했지만 두 당의 불협화음이 이어져 통일된 후보를 옹립하지 못했다. 결국 자민당은 부의장을 배출하기로 하여 물러났지만 만장일치가 관행이던 의장 선거에서 니시오카는 139표를 얻는 데 그쳤고 기권이 88표에 달했다. 민주당은 의장직을 얻는 대신 의원운영위원장직을 자민당에 양보했다.
의장에 취임한 니시오카는 이례적인 행동을 많이 보였다. 참의원 의장으로선 처음으로 기자회견을 정례화했으며 당적을 유지했다고는 해도 2010년 9월 일본 민주당 대표 선거 때 오자와를 견제하고 나섰다. 이후 출범한 간 내각의 외교 정책에 대해 작전과 전망이 없다며 통렬하게 비판했으며 국토교통상 마부치 스미오와 내각관방장관 센고쿠 요시토에 대한 불신임 결의안이 중의원에서 부결되자 "책임은 관방장관이 더 무겁다"라고 지적하기도 했다. 2011년에 일어난 동일본 대진재에 대한 간 내각의 대응을 비판하며 내각이 퇴진해야 한다고 강도 높게 비판했다.

### 사망

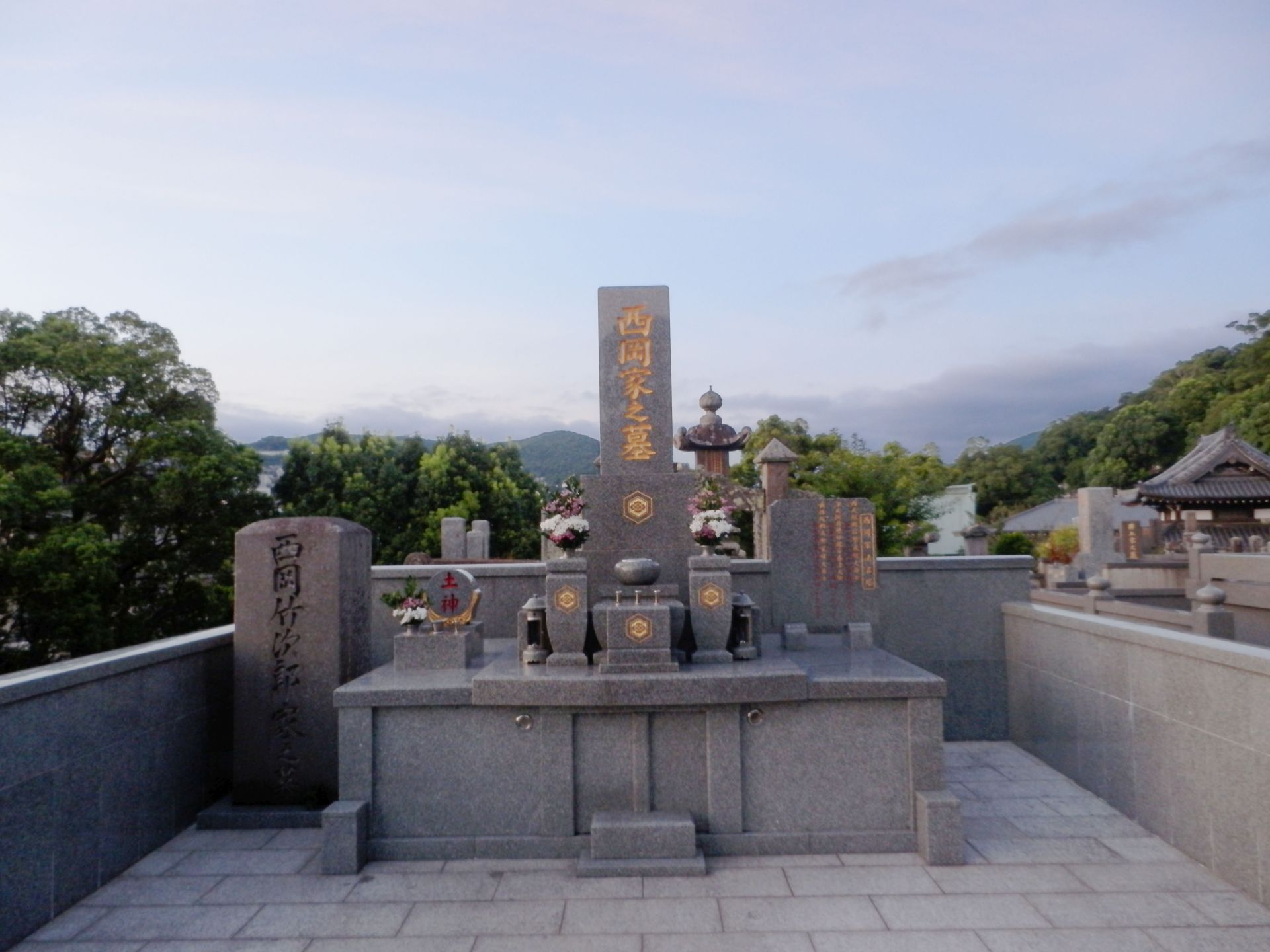
니시오카가의 묘.

제178회 임시국회의 마지막 날인 2011년 9월 30일에 니시오카는 본회의장에서 비틀거리면서 직원의 도움을 받아 겨우 의장석에 앉았다. 또한 제179회 임시국회가 열리는 10월 20일에는 입안 대상포진으로 발성에 문제가 있어 본회의에 불참했다.
그 전날에 참의원 의장 관저에서 니시오카를 만난 민주당 간사장 고시이시 아즈마는 "의장은 건강한 상태다"라고 말했다. 니시오카 역시 10월 27일에 『산케이 신문』에 지금이야말로 필요한 건 총리대신의 각오라는 글을 기고하는 등 정치 활동을 이어갔다.
하지만 11월 5일 2시 24분 니시오카는 폐렴으로 도쿄도 미나토구의 도라노몬 병원에서 사망했다. 향년 75세. 현직 참의원 의장이 사망한 건 초대 의장이던 마쓰다이라 쓰네오 이래 처음이었다.
2011년 11월 11일 오전 각의에서 종2위에 추서하고 동화대수장을 수훈하기로 결정했다. 25일 오전 본회의장에서 부의장 오쓰지 히데히사가 애도 연설을 했다.

## 가족 관계
아버지는 나가사키현지사와 6선 중의원 의원을 지낸 니시오카 다케지로이며 어머니는 1선 참의원 의원을 지낸 니시오카 하루다. 동생인 니시오카 기미오는 나가사키현의회 의원을 지냈으며 딸은 국민민주당 소속 중의원 의원으로 활동하고 있다.
사촌 형인 구라나리 다다시도 경제기획청 장관과 외무상을 역임한 12선 중의원 의원 출신의 정치인이며 아들인 구라나리 마사카즈는 1선 중의원 의원을 지낸 뒤 조사이 대학 특임교수로 근무하고 있다.

## 역대 선거 기록
|  | 13.5% |

|  | 16.6% |

|  | 13.1% |

|  | 18% |

|  | 20.3% |

|  | 15.9% |

|  | 16.7% |

|  | 11.5% |

|  | 23.7% |

|  | 18.3% |

|  | 18.1% |

|  | 41.07% |

|  | 36.7% |

|  | 27.85% |

|  | 0% |

|  | 0% |